# Portrait de Raymond
Portrait de Raymond est une peinture à l'huile sur toile de 37 × 29 cm réalisée en 1915 par le peintre italien Amedeo Modigliani. 
Elle appartient à une collection privée à Monte-Carlo. 
L'œuvre a certaines caractéristiques communes aux œuvres de Modigliani, notamment la présence d'œil fermé. Modigliani explique cela en disant:  « Avec l'un, vous regardez le monde, avec l'autre, vous vous regardez. » 
L'œuvre, représenterait, à l'âge de 12 ans, Raymond Radiguet, écrivain français mort à 20 ans. 